# 独脚乐园
《独脚乐园》是中国大陆拍摄的一部三维动画片，由毛雪冰执导，该作讲述了一个充满污染等问题的地区，以及在这之中的一对儿兄弟的故事。

## 剧情
故事的背景是由几个小岛连成一体的“独脚乐园”，在那里充满着很多污染等社会问题。
而有那么一天，一对儿兄弟被制造出来，由于独脚乐园对于兄弟这种事情是厌恶的，所以而后导致这对兄弟被不同的家庭收养，虽说造成了这对兄弟拥有了不同的性格，不过最后，这对儿兄弟还是相认，并且生活在这里的人们也开始为了改变他们所居住的地方而努力。

## 外部連結
- 央视网链接 （页面存档备份，存于）
- 豆瓣电影上《独脚乐园》的資料 （简体中文）